# Odpady organiczne

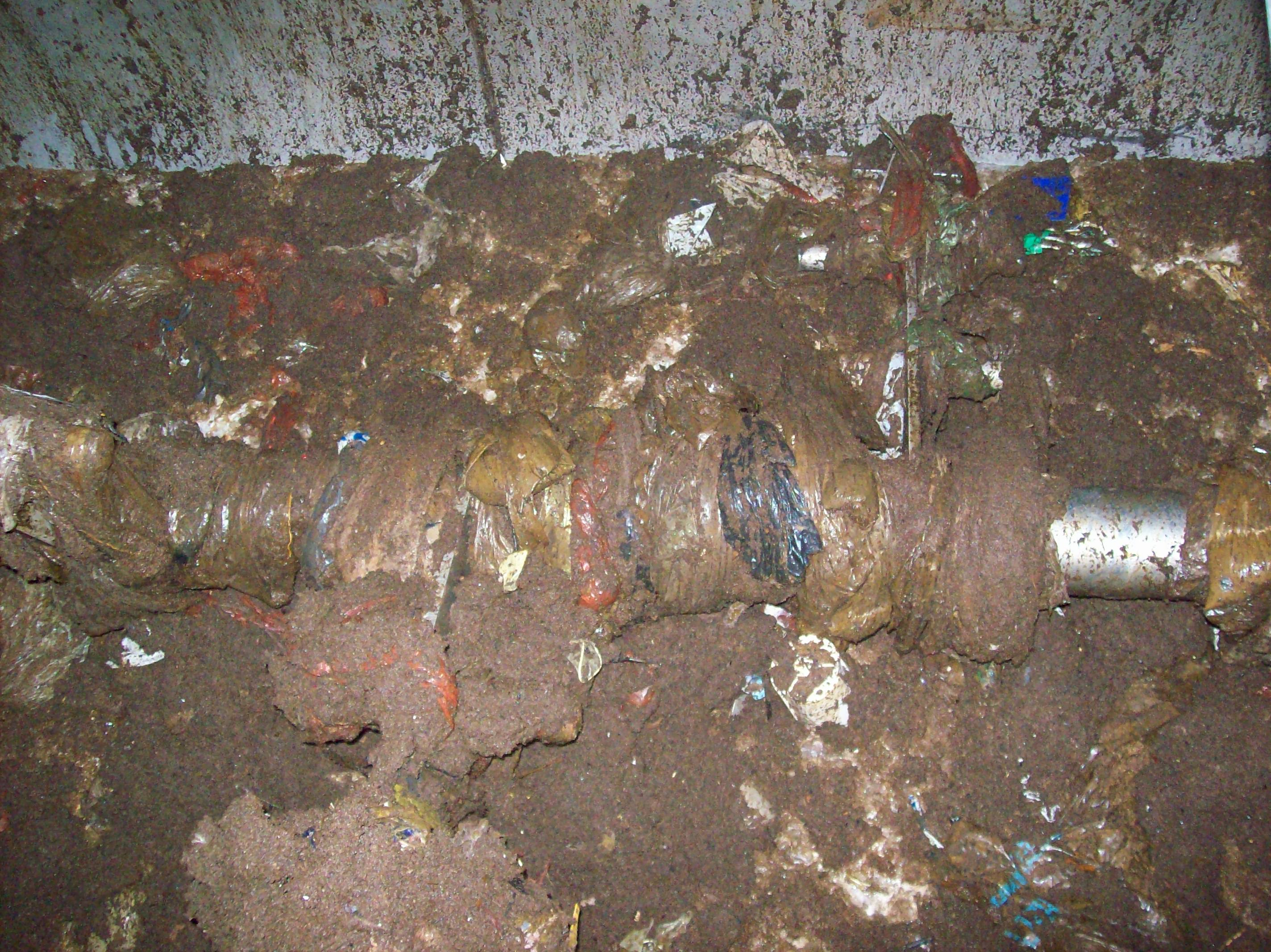
Odpady organiczne: fekalia i trociny do kompostowania termicznego

Odpady organiczne – grupa stałych i ciekłych odpadów o niekorzystnym oddziaływaniu na środowisko, zawierających ponad 50% składników organicznych w przeliczeniu na suchą masę. Odpady o zawartości od 5 do 50% składników organicznych to odpady mineralno-organiczne.
Odpady organiczne to w około ¾ odpady z produkcji zwierzęcej, a w około 20% z produkcji zbóż, ziemniaków oraz warzyw i owoców. Pozostała masa to odpady bytowe, ścieki i inne. Do grupy odpadów organicznych należą odchody zwierzęce, w tym gnojowica, stanowiące cenny nawóz organiczny. W państwach o wadliwie działającym systemie zagospodarowania odpadów, odpady organiczne stanowią duże zagrożenie dla środowiska naturalnego.